# Remember the Future
Remember the future es el cuarto álbum del grupo de rock progresivo Nektar. Similarmente a su álbum debut Journey to the Centre of the Eye, es un álbum conceptual u ópera rock, que está formalmente dividido en diez pistas pero consiste de una pieza continua de música.

## Lanzamiento
Remember the Future fue lanzado en 1973 por Bacillus (Bellaphon). Llegó a estar en el puesto 19 de The Billboard 200 de 1974, siendo uno de los álbumes más populares del grupo.
El álbum fue relanzado en 1990 como LP y CD por Bellaphon Alemania. El mix usado para este lanzamiento fue el mix descartado para su primera salida como LP. En 2002 Bellaphon remasterizó el álbum desde las cintas magnetofónicas originales para publicarlo como CD con dos Bonus Tracks, consistentes en ediciones promocionales para la radio, siendo esta la primera vez que los mixes originales de LP fueron publicados como CD.
En 2004 Remember the Future fue relanzado una vez más, pero esta vez por las británicas Eclectic Discs/Dream Nebula Recordings. Para esta reedición se utilizó la versión remasterizada a la que se añadió una tercera pista extra, igualmente una edición de radio, de la pieza que da título al disco. Esta versión fue también lanzada como SACD, el cual incluye un mix envolvente 5.1 (el cual fue hecho con el mix original cuadrafónico con una derivación de centro y adición de canales LFE); el CD de doble capa contiene el remix del 2002. La pista 3 ("Remember the Future") es una edición recopilación de varios artistas titulado "Made in Germany".Las pistas cuatro y cinco son ediciones single promocionales para la radio.
En 2014, Cleopatra Records emitió un conjunto de tres CD del álbum original, más un CD de material adicional y un CD que consta de ensayos sobre piezas nuevas que la banda grabó en 1974 en Chipping Norton estudios.

## Pistas
Todas las canciones escritas por Nektar.
| Cara A | |          |  |
| N.º    | Título | Duración |  |
| 1.     | «Remember the Future (Part I)» a) «Images of the Past» b) «Wheel of Time» c) «Remember the Future» d) «Confusion» | 16:40    |  |

| Cara B | |          |  |
| N.º    | Título | Duración |  |
| 1.     | «Remember the Future (Part II)» e) «Returning Light» f) «Questions and Answers» g) «Tomorrow Never Comes» h) «Path of Light» i) «Recognition» j) «Let It Grow» | 19:00    |  |

| CD Release Bonus Tracks |                                                |          |  |
| N.º                     | Título                                         | Duración |  |
| 1.                      | «Remember the Future» ("Made in Germany" edit) | 9:51     |  |
| 2.                      | «Lonely Roads» (Radio Promo Only single edit)  | 3:50     |  |
| 3.                      | «Let It Grow» (Radio Promo Only single edit)   | 2:19     |  |

## Personal
Nektar
- Allan "Taff" Freeman – teclados, coros, producción
- Roye Albrighton – guitarra, voz solista, producción
- Derek "Mo" Moore – bajo, coros, producción
- Ron Howden – batería, percusión, coros, producción

Producción
- Mick Brockett – liquid lights, producción
- Peter Hauke – producción
- Barry Hammond – ingeniero de sonido